# أليكس وود (لاعب كرة قدم أمريكية)
أليكس وود (بالإنجليزية: Alex Wood)‏ هو لاعب كرة قدم أمريكية أمريكي، ولد في 14 مارس 1955 في ماسيلون في الولايات المتحدة.